# Passage des Orgues
Le passage des Orgues est une voie du 3e arrondissement de Paris, en France.

## Situation et accès

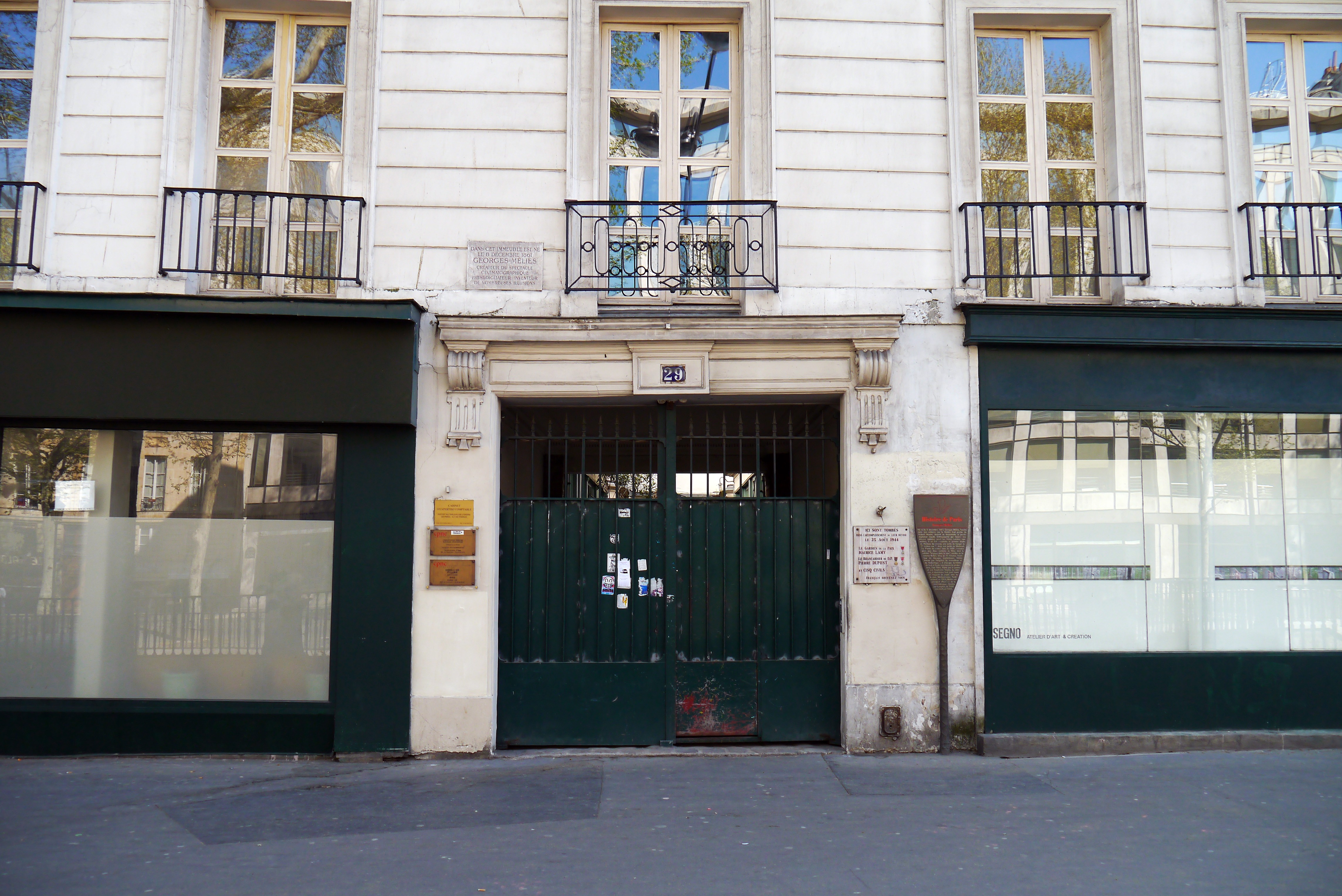
Porte d'accès au passage des Orgues au 29, boulevard Saint-Martin.

Le passage des Orgues est situé dans le quartier des Arts-et-Métiers, au nord du 3e arrondissement de Paris. Orienté approximativement selon un axe sud-nord, il débute au 36, rue Meslay et se termine au 29, boulevard Saint-Martin.
C'est une voie privée et piétonnière, mesurant 30 m de long et 2,9 m de large et traversant un îlot d'habitation. S'ouvrant au sud au 36, rue Meslay et se terminant au nord, au 29, boulevard Saint-Martin, ce passage est clos à ses deux extrémités par une porte.
Un passage parallèle similaire, le passage Meslay, est situé à une trentaine de mètres à l'est, lui aussi entre la rue Meslay et le boulevard Saint-Martin. Au sud, le passage du Pont-aux-Biches s'ouvre quasiment en face du passage des Orgues, de l'autre côté de la rue Meslay.

## Origine du nom
Le passage des Orgues doit son nom à la fabrique d'harmoniums Alexandre Père et Fils (l'instrument étant également appelé « orgue expressif »), dont le magasin de vente est situé, de 1850 à 1872, au 39, rue Meslay, juste en face de la sortie du passage,.

## Historique
La date de création du passage n'est pas connue avec certitude. Les deux voies qu'il relie, le boulevard Saint-Martin et la rue Meslay, sont ouvertes à la fin du XVIIe siècle et loties peu après. Le passage figure sur le cadastre parisien de la fin du XIXe siècle.

## Bâtiments remarquables et lieux de mémoire
Le réalisateur Georges Méliès naît le 8 décembre 1861 dans l'immeuble du 29, boulevard Saint-Martin, à l'une des extrémités du passage.
Le dessinateur Francisque Poulbot a vécu dans le passage.